# قطاع الحامول
قرية قطاع الحامول هي إحدى القرى التابعة لمركز الحامول في محافظة كفر الشيخ في جمهورية مصر العربية. حسب إحصاءات سنة 2006، بلغ إجمالي السكان في قطاع الحامول 66431 نسمة، منهم 34011 رجل و32420 امرأة.